# Angūlesh
Angūlesh (persiska: انگولش) är en ort i Iran.   Den ligger i provinsen Gilan, i den nordvästra delen av landet, 290 km nordväst om huvudstaden Teheran. Angūlesh ligger 588 meter över havet och antalet invånare är 238.
Terrängen runt Angūlesh är kuperad åt sydväst, men åt nordost är den bergig. Runt Angūlesh är det ganska glesbefolkat, med 45 invånare per kvadratkilometer. Närmaste större samhälle är Reẕvānshahr, 18,2 km nordost om Angūlesh. I omgivningarna runt Angūlesh växer i huvudsak blandskog.